# 조안 보즈
조안 보즈(Joan Vohs, 1927년 7월 30일 ~ 2001년 6월 4일)는 미국의 배우, 모델, 텔레비전 배우, 영화배우이다.

## 영화
- 털보 가족 (1966년)
- 나의 세 아들 (1960년)
- 사브리나 (1954년) - 그렛첸 반 혼 역
- 로얄 웨딩 (1951년)
- 마이 드림 이즈 유어스 (1949년)
- 이츠 어 그레이트 필링 (1949년)